# Триумпилины

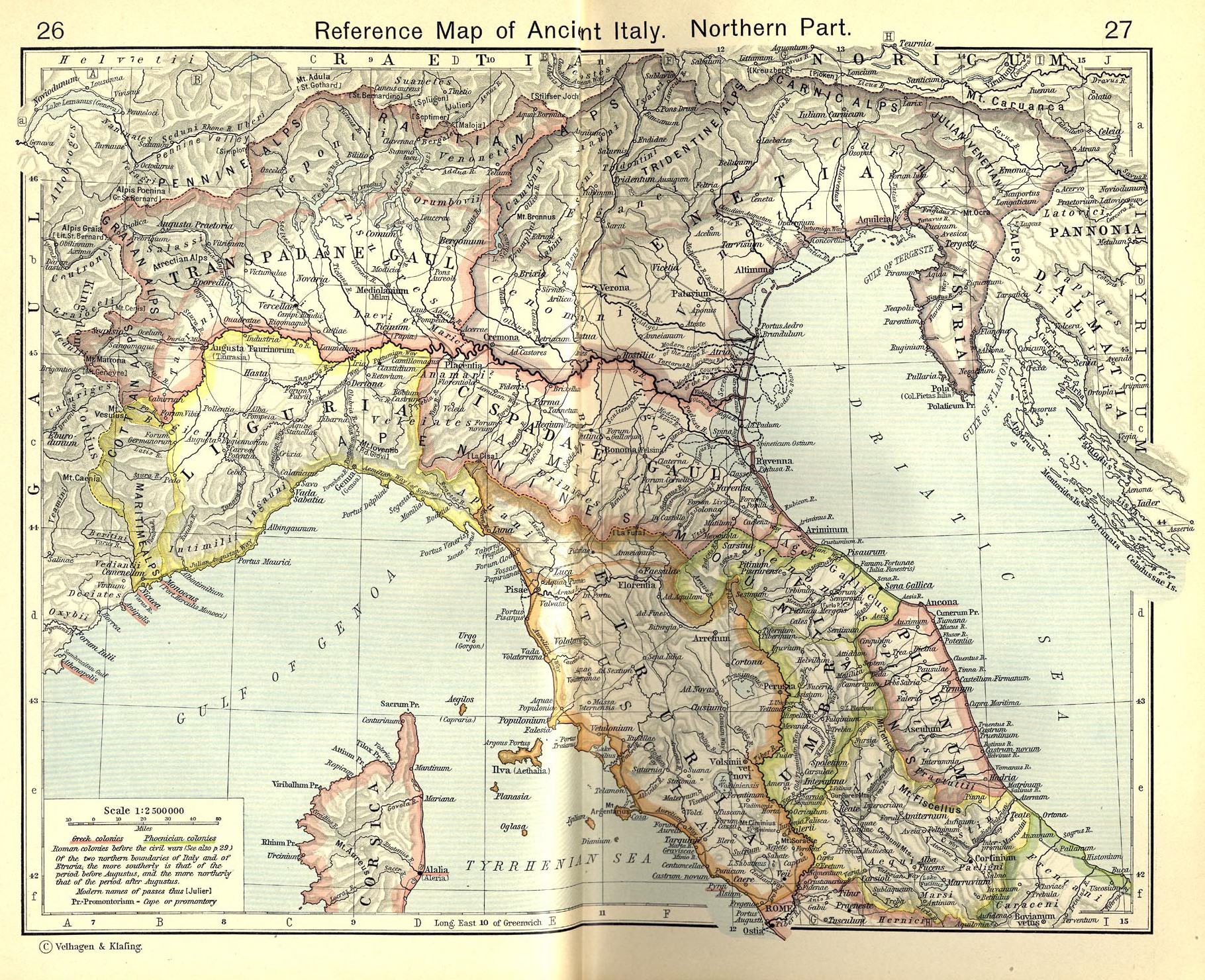
Центральная и северная Италия согласно «Историческому атласу»: триумпилины локализуются в восточной части венетских земель

Триумп(и)лины, трумплины (лат. Triumpilini), — древний народ, обитавший в Альпах на территории долины Тромпия, которая получила от них своё название.
Были покорены римлянами в ходе кампании Августа по завоеванию Реции в 16—15 годах до н. э.
Римский историк Плиний Старший, ссылаясь на «Происхождения» Катона Цензора, описывает триумплинов как одно из племён эвганеев, покорённое римлянами:
Возвращаясь в Италию, [мы встретили] народ эвганеев в Альпах под владычеством римлян, для которых Катон приводит список из 34 поселений. Среди них трумплины, обращённые в рабство и проданные вместе с их полями и, далее, камунны, многие из которых [были] приписаны к ближайшему городу.Плиний Старший, «Naturalis historia»
Оригинальный текст (лат.)Verso deinde in Italiam pectore Alpium Latini iuris Euganeae gentes, quarum oppida XXXIIII enumerat Cato. ex iis Trumplini, venalis cum agris suis populus, dein Camunni conpluresque similes finitimis adtributi municipis

Предполагается, что после римской победы триумпилины были массово проданы в рабство.
Название племени триумпилинов упоминается на первом месте в перечне Альпийского трофея («Tropaeum Alpium») — римского монумента, воздвигнутого в 7—6 годах до н. э. в честь покорения альпийских народов близ современного французского города Ла-Тюрби:
Покорённые альпийские народы: триумпилины, камуны, веносты [...].Альпийский трофей, фронтальная надпись
Оригинальный текст (лат.)GENTES ALPINAE DEVICTAE TRVMPILINI · CAMVNNI · VENOSTES [...].